# George Thorne (Fußballspieler)
George Louis Elliot Thorne (* 4. Januar 1993 in Chatham) ist ein englischer Fußballspieler auf der Position eines Mittelfeldspielers in Diensten von Derby County. 

## Karriere

### Jugend und Vereinskarriere
Thorne wurde 2004 elfjährig in die Jugendabteilung von West Bromwich Albion aufgenommen, wo er sämtliche Nachwuchsteams durchlief und mittlerweile im U-18-Akademieteam aktiv ist. Nach zahlreichen guten Leistungen im Jugend- und Reservebereich, erhielt er Anfang 2010 erstmals einen Profivertrag.
Am 28. November 2009 gab Thorne im Alter von 16 Jahren und 328 Tagen bei einem 4:0-Auswärtssieg über Sheffield Wednesday sein Pflichtspieldebüt im Profibereich, als er in der 87. Minute für den Doppeltorschützen sowie Assistgeber Simon Cox eingewechselt wurde. Damit war er seit Bobby Hope im Jahre 1960 der jüngste Spieler, der für die Albions zu einem Profieinsatz kam.

### Nationalmannschaft
Thorne machte unter anderem bereits Bekanntschaft mit dem U-16-Nationalteam Englands, für das er am 23. Oktober 2008 erstmals nominiert wurde. In seinem Debütspiel gegen das walisische U-16-Nationalteam am 31. Oktober 2008 wurde er in der 58. Spielminute eingewechselt und gab in der 85. Minute beim Spielstand von 0:0 die Vorlage für Benik Afobes (Jugend FC Arsenal) Siegestreffer. Unter dem U-16-Nationaltrainer Kenny Swain gewann er dabei bei drei Siegen aus drei Spielen und mit einer Tordifferenz von 9:0 Toren den Victory Shield des Jahres 2008.
Mit dem englischen U-17-Nationalteam gewann er die U-17-Europameisterschaft 2010 in Liechtenstein. Dabei kam er im Turnierverlauf in allen fünf Partien zum Einsatz.

## Erfolge
- U-17-Europameister: 2010